# Rensjötjärnen (Junsele socken, Ångermanland)
Rensjötjärnen är en sjö i Sollefteå kommun i Ångermanland och ingår i Ångermanälvens huvudavrinningsområde.